# Kirowez K-700A
Der Kirowez K-700A (russisch Кировец К-700А), umgangssprachlich auch Kasimir, ist ein schwerer sowjetischer beziehungsweise später russischer Traktor. Das Fahrzeug mit Knicklenkung und Allradantrieb wurde vom Kirowwerk in Sankt Petersburg produziert und ersetzte den Kirowez K-700.

## Fahrzeuggeschichte

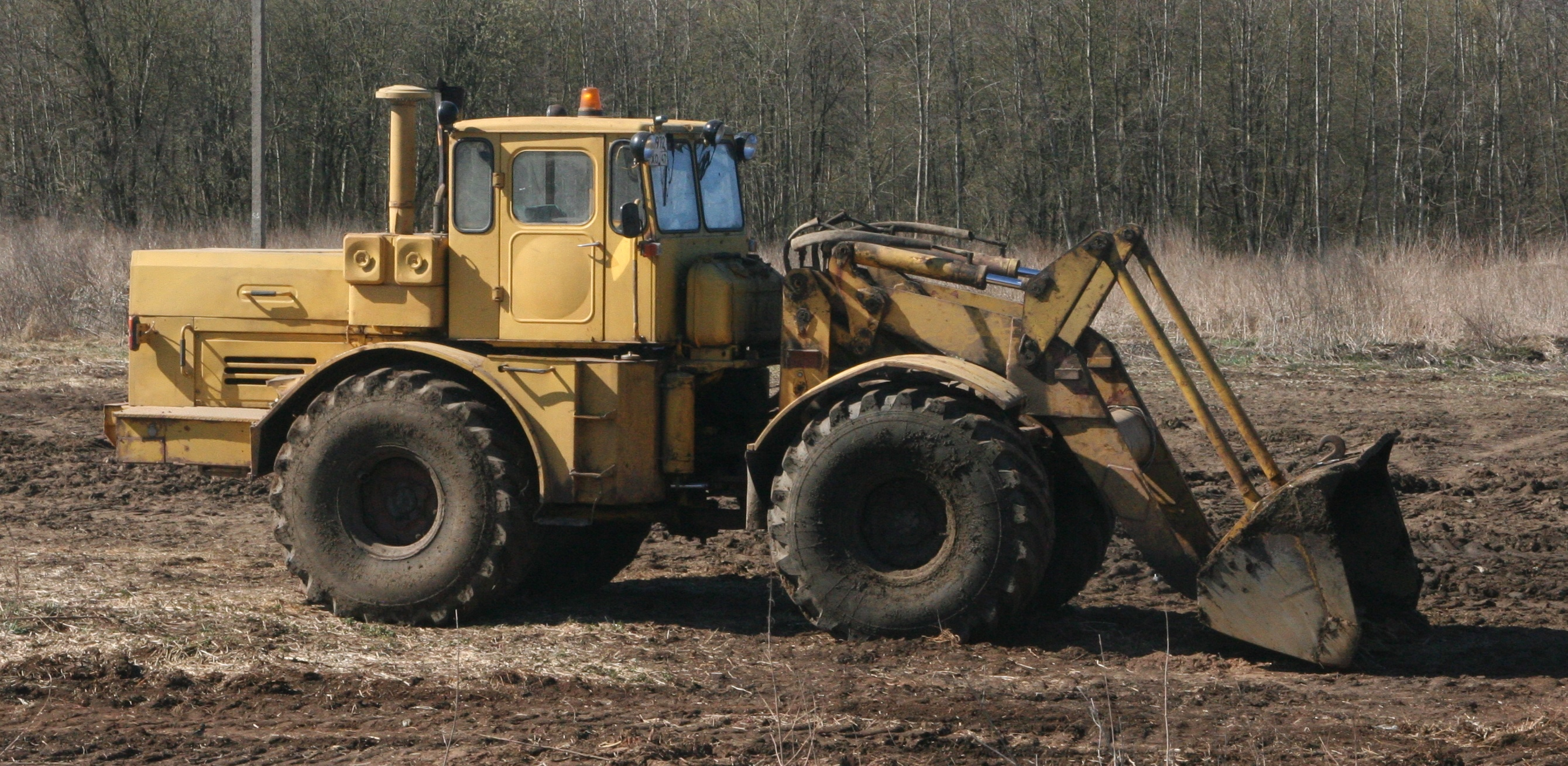
K-700A mit Frontlader in der Nähe von St. Petersburg (2014)

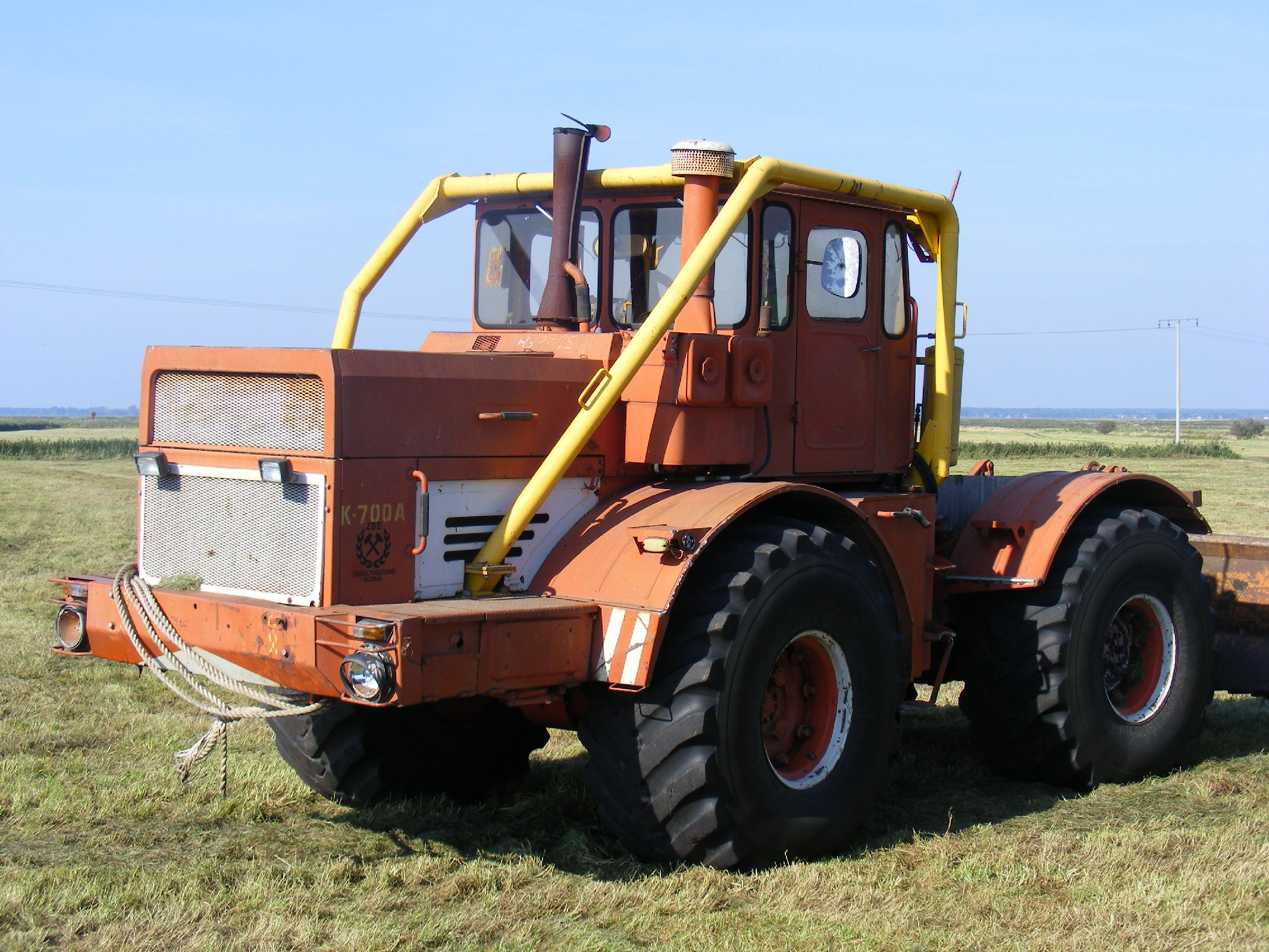
K-700A in Vorpommern mit seltener roter Farbgebung und nachgerüstetem Überrollbügel (2010)

Bereits seit 1962 wurden im Kirowwerk Großtraktoren in Form des Kirowez K-700 gebaut. Im Jahr 1970 wurde damit begonnen, das Fahrzeug umfassend zu modernisieren. Unter anderem wurde die komplette Karosserie überarbeitet, zudem die Leistung des verbauten Achtzylinder-Dieselmotors vom Typ JaMZ-238 um 10 PS auf nun 225 PS (165 kW) gesteigert. Weiterer auffälliger Unterschied ist, dass die Reifen an Vorder- und Hinterachse breiter gewählt wurden, um die Bodenhaftung zu verbessern. Das Getriebe ist zudem unter Last schaltbar, was einen erheblichen Vorteil darstellt: Der Verschleiß der Kupplung und der Kraftstoffverbrauch lassen sich durch die Lastschaltvorrichtung senken, während die Flächenleistung in unebenem Gelände steigt. Die Kapazität der beiden Kraftstofftanks wurde im Vergleich zum K-700 auf je 320 Liter erhöht. Die Form des Tanks hinter der Fahrerkabine änderte sich, nicht jedoch der Ort ihrer Anbringung.
Die Serienfertigung des K-700A begann nach fünf Jahren Planung und Entwicklung 1975 und dauerte, obwohl das Fahrzeug nur eine Übergangslösung in der Entwicklung hin zum Kirowez K-701 sein sollte, bis 2002. Zusammen mit dem K-701 mit Zwölfzylindermotor wurden etwa 350.000 Exemplare hergestellt, von denen etwa 9500 exportiert wurden. Die DDR importierte den K-700A (ebenso wie den K-700 und den K-701), rund 3000 Exemplare kamen ab 1976 zu den Landwirtschaftlichen Produktionsgenossenschaften. Umgangssprachlich werden die Kirowez-Traktoren auch Kasimir genannt.
Die erste, ab 1979 gebaute Generation des Kirowez K-703 basiert auf dem K-700A.

## Technische Daten
Für den Kirowez K-700A, Stand ca. 1975.
- Motor: Achtzylinder-Viertakt-Dieselmotor
- Motortyp: JaMZ-238ND
- Leistung: 215 PS (158 kW), später 225 PS (165 kW)[7]
- Hubraum: 14.860 cm³
- Bohrung: 130 mm
- Hub: 140 mm
- Motorstunden bis zur Generalüberholung: 6000
- Tankinhalt: 2×320 l
- Getriebe: 16 Vorwärtsgänge + 8 Rückwärtsgänge, unter Last schaltbar
  - Höchstgeschwindigkeit: 30,2 km/h
  - Arbeitsgeschwindigkeit unter Volllast: 7,43 km/h
- Hydraulikanlage: Dreipunkthydraulik hinten, weitere Anschlüsse vorne
- Zapfwelle: hinten, fahrtkupplungsunabhängig, 1000 min−1
- Bremsweg aus 30 km/h: maximal 13 m
- Antriebsformel: 4×4, Hinterradantrieb abschaltbar

Abmessungen und Gewichte
- Länge: 7400 ± 50 mm
- Breite: 2850 ± 50 mm
- Höhe: 3685 ± 40 mm
- Radstand: 3200 ± 30 mm
- Spurweite vorne und hinten: 2115 mm
- Gewicht: 11.900 kg (trocken), 12.850 kg ± 2,5 % (fahrbereit)
- Bereifung (rundum): 720-665R
- minimaler Wendekreis am Rad gemessen: 14,4 m Durchmesser